# 泰托尤鄉
44°45′N 23°55′E / 44.750°N 23.917°E
泰托尤鄉（羅馬尼亞語：Comuna Tetoiu, Vâlcea），是羅馬尼亞的鄉份，位於該國西南部，由沃爾恰縣負責管轄，面積63平方公里，海拔高度238米，2002年人口2,806，人口密度每平方公里44人。